# Lodewijk V Jozef van Bourbon-Condé
Lodewijk V Jozef van Bourbon-Condé (Parijs, 9 augustus 1736 - aldaar, 13 mei 1818) was prins van den bloede en van 1740 tot aan zijn dood prins van Bourbon-Condé en hertog van Enghien. Hij behoorde tot het huis Bourbon.

## Levensloop

### Jeugd en familie
Lodewijk V Jozef was de zoon van prins Lodewijk IV Hendrik van Bourbon-Condé uit diens huwelijk met Carolina van Hessen-Rotenburg, dochter van landgraaf Ernst Leopold van Hessen-Rheinfels-Rotenburg. Na de dood van zijn vader in 1740 erfde hij diens titels van prins van Bourbon-Condé, hertog van Edingen en hertog van Guise. Zijn moeder overleed in 1741, waarna zijn oom Lodewijk van Clermont de zorg over hem overnam.
Op 3 mei 1753 huwde Lodewijk Jozef in het Kasteel van Versailles met Charlotte de Rohan (1737-1760), dochter van Charles de Rohan, graaf van Soubise en een goede vriend van koning Lodewijk XV van Frankrijk. Het echtpaar kreeg drie kinderen: vroeg gestorven oudste dochter Maria (1755-1759), zoon en erfgenaam Lodewijk VI Hendrik (1756-1830), en tweede dochter Louise Adelheid (1757-1824), de laatste abdis van de Abdij van Remiremont. In 1770 huwde zijn zoon met Bathilde van Orléans (1750-1822), dochter van hertog Lodewijk Filips I van Orléans. Het huwelijk had als doel om de relaties tussen de linies Bourbon-Condé en Bourbon-Orléans binnen de koninklijke familie te verbeteren.
Na de dood van zijn echtgenote Charlotte leerde Lodewijk Jozef Maria Caterina Brignole (1737-1813) kennen, met wie hij een serieuze liefdesrelatie begon. Maria Caterina was de dochter van Giuseppe Brignole, markgraaf van Groppoli, en de echtgenote van prins Honorius III van Monaco. Rond 1769 begon Maria een woning op te bouwen in het Hôtel de Lasnay, een bijgebouw van het Palais de Bourbon, de belangrijkste residentie van Lodewijk Jozef. In 1770 sloot haar jaloerse echtgenoot de grens van Monaco om te vermijden dat ze zou ontsnappen. Maria Caterina slaagde er niettemin in om de grens over te steken en kwam uiteindelijk in Le Mans terecht, waar ze onderdak vond in een klooster. Later was ze in staat om terug te keren naar Parijs. Vanaf 1774 begonnen Lodewijk Jozef en Maria Caterina met de bouw van het Hôtel de Monaco, dat vanaf 1777 hun permanente woning in Parijs was. Op dat moment besefte Honorius III van Monaco dat zijn relatie met Maria Caterina voorbij was en vanaf dan had hij enkel nog aandacht voor zijn minnaressen.

### Latere leven
Zowel onder Lodewijk XV als Lodewijk XVI oefende Lodewijk Jozef de functie van grootmeester van Frankrijk uit. Ook diende hij als generaal in de Zevenjarige Oorlog, samen met zijn schoonvader, de prins van Soubise. Tevens was hij gouverneur van Bourgondië.
In 1765 erfde hij na de dood van zijn tante Elisabeth Alexandrine van Bourbon-Condé een genereuze geldsom, waarmee Lodewijk Jozef het Palais Bourbon, dat ooit in handen was van zijn familie, terugkocht van Lodewijk XV en het vervolgens verbouwde tot een monumentaal paleis in Neoclassicistische stijl. Met dit doel voor ogen kocht hij in 1768 het naburige Hôtel de Lasnay, met het plan om het gebouw samen te voegen met het Palais Bourbon. Het grote paleis was echter pas eind jaren 1780 klaar, kort voor het ancien régime door de Franse Revolutie werd verdreven. In 1770 verkocht hij het Hôtel de Condé, waar hij was geboren en waar later het Théâtre de l'Odéon kwam, aan koning Lodewijk XV. Daarnaast erfde Lodewijk Jozef het Kasteel van Chantilly, dat hij in de jaren voor de Franse Revolutie verbouwde en verfraaide. Op de terrein van het landgoed liet hij vanaf 1769 het Château d'Enghien bouwen, om daar gasten te ontvangen als hij in Chantilly verbleef, en ook werd er een Engelse tuin aangelegd.
Lodewijk Jozef en zijn maîtresse Maria Caterina Brignole leefden in Frankrijk tot de uitbraak van de Franse Revolutie in 1789 en verhuisden daarna naar Duitsland en vervolgens Groot-Brittannië. Nadat Honorius III van Monaco in 1795 was gestorven, traden Condé en Maria op 24 oktober 1798 in Londen in het huwelijk. Het koppel hield hun huwelijk tien jaar geheim en op 26 december 1808 traden ze voor het eerst in het openbaar als echtpaar.

### Ballingschap en laatste jaren
Tijdens de Franse Revolutie was Lodewijk Jozef een toegewijde aanhanger van de monarchie en een van de belangrijkste leiders van de contrarevolutionaire beweging. Na de Bestorming van de Bastille op 14 juli 1789 ontvluchtte hij samen met zijn zoon en kleinzoon Lodewijk Anton Frankrijk, alvorens een groot deel van de koninklijke familie tijdens de Terreur onder de guillotine belandde.
Lodewijk V Jozef vestigde zich in 1791 in Koblenz, van waaruit hij een contrarevolutionair leger van émigrés organiseerde en leidde. Het leger rekruteerde vele jonge aristocraten die een later een leidende rol zouden spelen tijdens de Restauratie, zoals Armand-Emmanuel du Plessis, hertog van Richelieu, hertog Pierre Louis Jean Casimir de Blacas en burggraaf François-René de Châteaubriand. Ook zijn kleinzoon Lodewijk Anton, hertog van Enghien, en de latere koning Karel X van Frankrijk, broer van Lodewijk XVI en toen nog graaf van Artesië, maakten deel uit van dit leger.
Het Armée de Condé vocht aanvankelijk aan de zijde van de Oostenrijkers. Wegens meningsverschillen over het Oostenrijkse aanvalsplan trad de prins van Condé in 1795 met zijn leger in Britse dienst en in 1796 vocht het Armée de Condé in Zwaben. In 1797 ondertekende Oostenrijk met de Eerste Franse Republiek het Verdrag van Campo Formio, waarmee het zijn vijandigheden tegen de Fransen officieel staakte. Na het verlies van haar nauwste bondgenoot ging het Armée de Condé in dienst van tsaar Paul I van Rusland. Het werd in Polen gestationeerd en keerde in 1799 onder het bevel van generaal Aleksandr Soevorov terug naar de Rijn. In 1800, toen Rusland de geallieerde coalitie verliet, werd het Armée de Condé weer een korps in Engelse dienst en vocht het in Beieren.
Het leger werd in 1801 ontbonden, zonder dat het zijn hoofddoel, de restauratie van de Bourbon-monarchie in Frankrijk, had bereikt. Na de opheffing van zijn korps leefde Lodewijk Jozef in ballingschap in Engeland, samen met zijn echtgenote Maria Caterina Brignole, die in 1813 overleed.
Na de definitieve nederlaag van Napoleon keerde Lodewijk Jozef in 1814 terug naar Parijs, waar hij ondanks zijn hoge leeftijd aan het hof van koning Lodewijk XVIII opnieuw de functie van grootmeester van Frankrijk uitoefende. De prins van Condé stierf in mei 1818 op 81-jarige leeftijd en werd bijgezet in de Kathedraal van Saint-Denis.
- Biblioteca Nacional de España: XX5540579
- Bibliothèque nationale de France: cb12449459w (data)
- CiNii: DA16221213
- Gemeinsame Normdatei: 119012456
- International Standard Name Identifier: 0000 0000 8156 537X
- Library of Congress Control Number: n97845797
- Nationale Bibliotheek van Israël: 987007354578905171
- Nederlandse Thesaurus van Auteursnamen: 068435045
- LIBRIS: 314093
- SNAC: w6sq94wx
- Système universitaire de documentation: 033649014
- Trove: 1461298
- Union List of Artist Names: 500354134
- Virtual International Authority File: 76411850
- WorldCat: E39PBJyrYTy3bfJ6pWkyWJrQbd